# Asiatiska mästerskapet i handboll för herrar
Asiatiska mästerskapet i handboll har spelats sedan 1977. Det spelas vartannat år och fungerar även som kval till världsmästerskapet i handboll för herrar för de asiatiska lagen. 
Turneringen administreras av asiatiska handbollsförbundet.

## Turneringar
| År   | Värdnation   | Final    | Final    | Final    | Match om tredjepris | Match om tredjepris | Match om tredjepris   |
| År   | Värdnation   | Vinnare  | Resultat | Tvåa     | Trea                | Resultat            | Fyra                  |
| ---- | ------------ | -------- | -------- | -------- | ------------------- | ------------------- | --------------------- |
| 1977 | Kuwait       | Japan    | 24–14    | Sydkorea | Kina                | 38–16               | Kuwait                |
| 1979 | Kina         | Japan    |          | Kina     | Kuwait              |                     | Palestina             |
| 1983 | Sydkorea     | Sydkorea | 25–19    | Japan    | Kuwait              | 31–21               | Bahrain               |
| 1987 | Jordanien    | Sydkorea |          | Japan    | Kuwait              |                     | Kina                  |
| 1989 | Kina         | Sydkorea |          | Japan    | Kuwait              |                     | Kina                  |
| 1991 | Japan        | Sydkorea | 27–23    | Japan    | Kina                | 29–17               | Qatar                 |
| 1993 | Bahrain      | Sydkorea | 26–22    | Kuwait   | Japan               |                     | Saudiarabien          |
| 1995 | Kuwait       | Kuwait   |          | Sydkorea | Bahrain             |                     | Japan                 |
| 2000 | Japan        | Sydkorea |          | Kina     | Japan               |                     | Kinesiska Taipei      |
| 2002 | Iran         | Kuwait   | 29–25    | Qatar    | Saudiarabien        | 38–33               | Sydkorea              |
| 2004 | Qatar        | Kuwait   | 28–24    | Japan    | Qatar               | 27–26               | Bahrain               |
| 2006 | Thailand     | Kuwait   | 33–30    | Sydkorea | Qatar               | 21–20               | Iran                  |
| 2008 | Iran         | Sydkorea | 27–21    | Kuwait   | Saudiarabien        | 24–23               | Iran                  |
| 2010 | Libanon      | Sydkorea | 32–25    | Bahrain  | Japan               | 000033–30 (e.f.)    | Saudiarabien          |
| 2012 | Saudiarabien | Sydkorea | 23–22    | Qatar    | Saudiarabien        | 25–21               | Japan                 |
| 2014 | Bahrain      | Qatar    | 27–26    | Bahrain  | Iran                | 29–23               | Förenade arabemiraten |
| 2016 | Bahrain      | Qatar    | 27–22    | Bahrain  | Iran                | 25–16               | Saudiarabien          |
| 2018 | Sydkorea     | Qatar    | 33–31    | Bahrain  | Sydkorea            | 29–21               | Saudiarabien          |
| 2020 | Kuwait       | Qatar    | 33–21    | Sydkorea | Japan               | 27–26               | Bahrain               |
| 2022 | Saudiarabien | Qatar    | 29–24    | Bahrain  | Saudiarabien        | 26–23               | Iran                  |
| 2024 | Bahrain      |          | –        |          |                     | –                   |                       |

### Medaljranking
| Pl.    | Nation       | Guld | Silver | Brons | Totalt |
| ------ | ------------ | ---- | ------ | ----- | ------ |
| 1      | Sydkorea     | 9    | 4      | 1     | 14     |
| 2      | Qatar        | 5    | 2      | 2     | 9      |
| 3      | Kuwait       | 4    | 2      | 4     | 10     |
| 4      | Japan        | 2    | 5      | 5     | 12     |
| 5      | Bahrain      | 0    | 5      | 1     | 6      |
| 6      | Kina         | 0    | 2      | 2     | 4      |
| 7      | Saudiarabien | 0    | 0      | 4     | 4      |
| 8      | Iran         | 0    | 0      | 1     | 1      |
| Totalt | Totalt       | 20   | 20     | 20    | 60     |